# Alingsås
För andra betydelser, se Alingsås (olika betydelser).

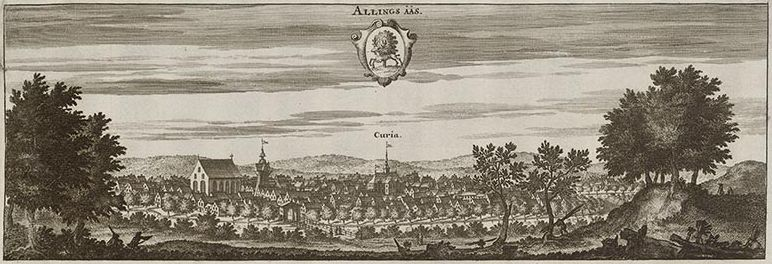
Alingsås omkring år 1700. Ur Suecia antiqua et hodierna, och därmed troligen inte helt tillförlitlig.

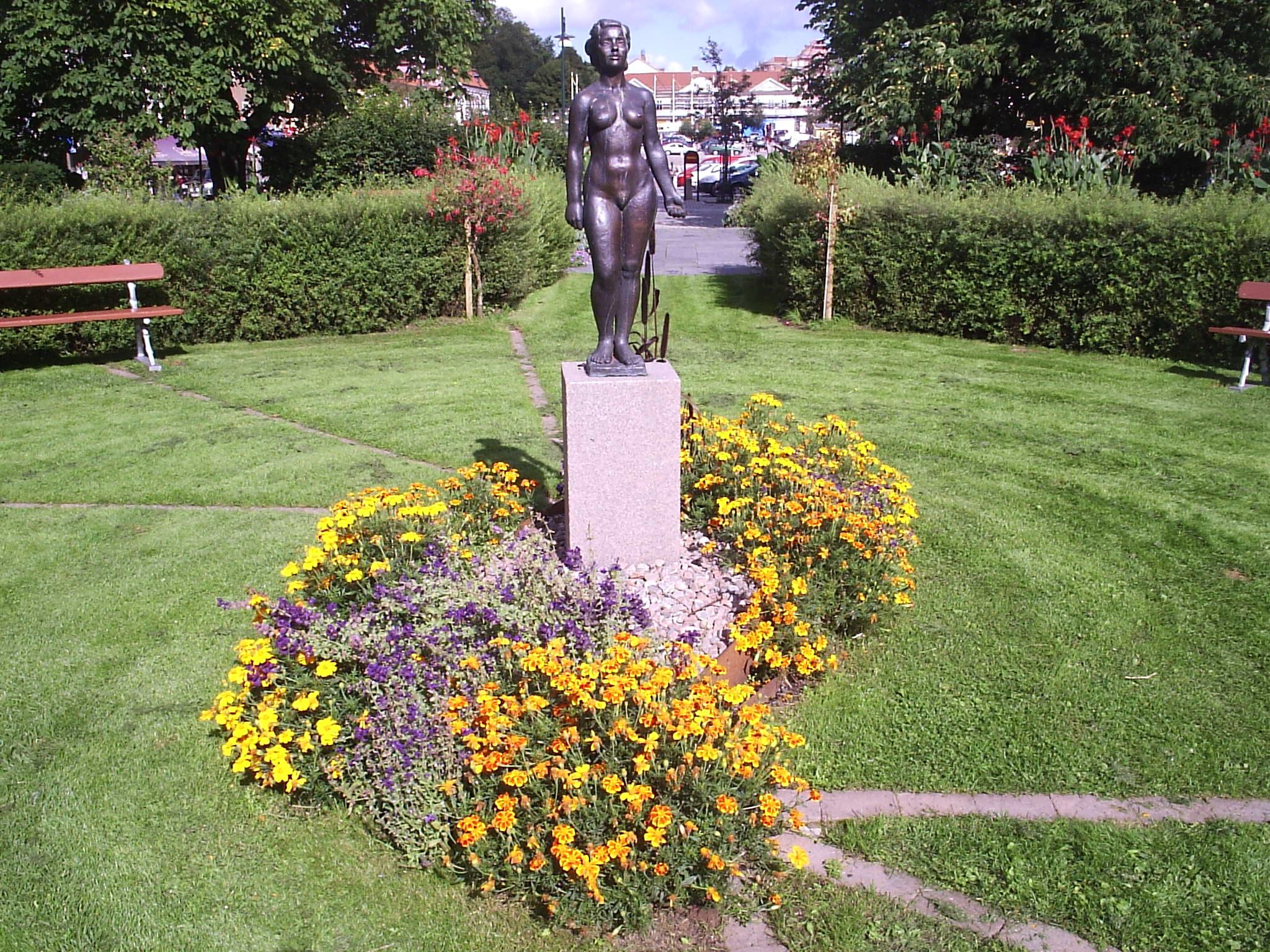
Bronsskulpturen Våren i Museiparken i Alingsås, skapad av skulpturprofessorn Eric Grate.

Alingsås (uttal (fil)) är en tätort i Västergötland i Västra Götalands län med strax över 27 000 invånare (2020) och är centralort i Alingsås kommun.
Orten ligger vid sjöarna Mjörn och Gerdsken och genomskärs av Säveån och Gerdska ström (Lillån) och Färgen som ligger vid Hjälmared. Alingsås genomkorsas av E20, väg 180 och västra stambanan.
Alingsås är känt för sina kaféer och kallas för "Kaféstaden". Det finns omkring 25 kaféer.
Alingsås kallas också för "Potatisstaden", genom Jonas Alströmer som populariserade potatisen i Sverige,
och varje år firas det med en potatisfestival.

## Historia
Ortens namn, belagt sedan 1357, kommer möjligen från sammansättningen av orden aling och ås, syftande på att en person från Ale, kallad aling, bosatt sig på platsen. Efterleden -ås kommer troligen av att personen bosatte sig på åsen som idag ligger vid stadsdelen Nolby. Alltså kallades platsen för Alings ås.
Alingsås fick stadsrättigheter 21 september g.s. (1 oktober n.s.) år 1619 av Gustav II Adolf, vilket gör Alingsås till en av de äldsta städerna i regionen, sedan den utgjort rekommenderad inflyttningsort för borgare som inte tilläts återuppbygga det i krig brända Nya Lödöse.
1639 erhöll man privilegier och stadsvapen. Staden förde dock under de första åren en tynande tillvaro och hade i början av 1720-talet omkring 150 invånare, men fick ett uppsving från 1720-talet och framåt i samband med etableringen av Jonas Alströmers manufakturverk. Verksamheten var dock beroende av statsstöd och drabbades hårt av manufakturkrisen i slutet av 1700-talet. Alingsås hade då omkring 1 000 invånare.
1724 och 1779 drabbades Alingsås av stadsbränder som förstörde större delen av staden.
Manufakturverkets fortsatta tillbakagång och slutliga avveckling 1847 medförde en långsam utveckling för Alingsås. Efter att Alingsås anslutits till Västra stambanan 1859 och Alingsås bomullsväveri anlagts 1862 följde en period av uppgång och Alingsås utvecklades till ett viktigt textilindustricentrum. Tekokrisen på 1960- och 1970-talen slog hårt mot Alingsås.

### Administrativa tillhörigheter
Från att varit kyrkby i Alingsås socken, utbröts orten 1643 till Alingsås stad. Efter kommunreformen 1862 låg sedan bebyggelsen i stadskommunen Alingsås stad och med en mindre del före 1952 i Alingsås socken. Staden utökades 1952 och 1955 med grannsocknar, bland annat Alingsås socken, och orten utgjorde därefter, som dess centralort, en liten del av stadskommunens område. 1971 uppgick Alingsås stad i Alingsås kommun och orten är sedan dess centralort i kommunen.
Alingsås tillhör sedan 1967 Alingsås församling för att innan dess tillhört Alingsås stadsförsamling och med en del Alingsås landsförsamling.
Alingsås tillhörde judiciellt till 1965 Alingsås rådhusrätt och därefter till 1971 Vättle, Ale och Kullings tingslag. Sedan 1971 ingår orten i Alingsås tingsrätts domsaga.

### Befolkningsutveckling

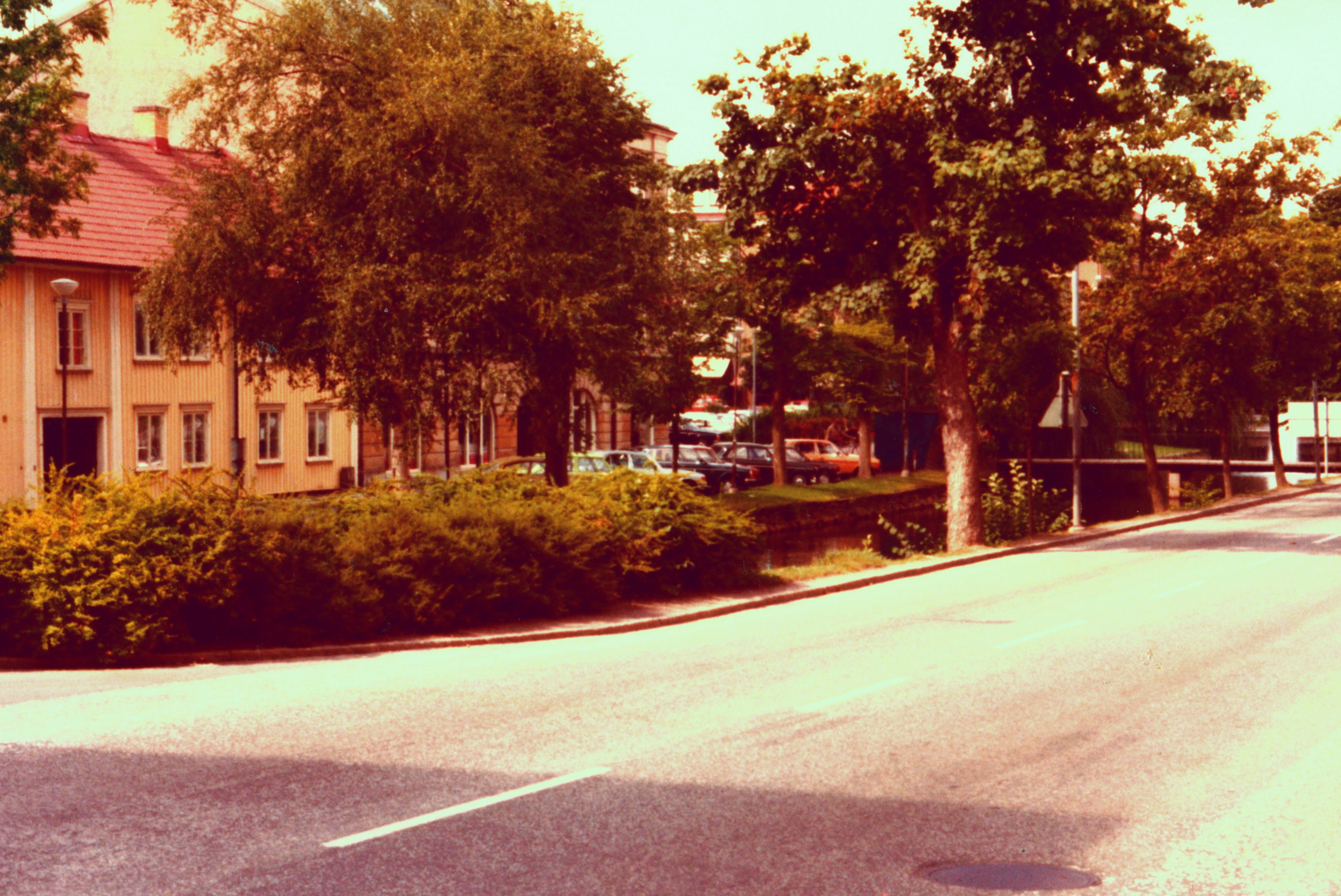
Alingsås vid Säveån 1972.

| Befolkningsutvecklingen i Alingsås 1950–2020               | Befolkningsutvecklingen i Alingsås 1950–2020 | Befolkningsutvecklingen i Alingsås 1950–2020 | Befolkningsutvecklingen i Alingsås 1950–2020 | Befolkningsutvecklingen i Alingsås 1950–2020 |
| ---------------------------------------------------------- | -------------------------------------------- | -------------------------------------------- | -------------------------------------------- | -------------------------------------------- |
|                                                            |                                              |                                              |                                              |                                              |
| År                                                         |                                              |                                              | Folkmängd                                    | Areal (ha)                                   |
| 1960                                                       | 1960                                         |                                              | 15 837                                       |                                              |
| 1965                                                       | 1965                                         |                                              | 17 811                                       |                                              |
| 1970                                                       | 1970                                         |                                              | 18 761                                       |                                              |
| 1975                                                       | 1975                                         |                                              | 18 892                                       |                                              |
| 1980                                                       | 1980                                         |                                              | 19 283                                       |                                              |
| 1990                                                       | 1990                                         |                                              | 21 297                                       | 1 005                                        |
| 1995                                                       | 1995                                         |                                              | 22 027                                       | 1 092                                        |
| 2000                                                       | 2000                                         |                                              | 22 361                                       | 1 096                                        |
| 2005                                                       | 2005                                         |                                              | 22 919                                       | 1 168                                        |
| 2010                                                       | 2010                                         |                                              | 24 482                                       | 1 235                                        |
| 2015                                                       | 2015                                         |                                              | 26 329                                       | 1 400                                        |
| 2020                                                       | 2020                                         |                                              | 27 433                                       | 1 419                                        |
| Anm.: Sammanvuxen med småorterna Saxebäcken och Skår 2015. |                                              |                                              |                                              |                                              |

## Stadsdelar

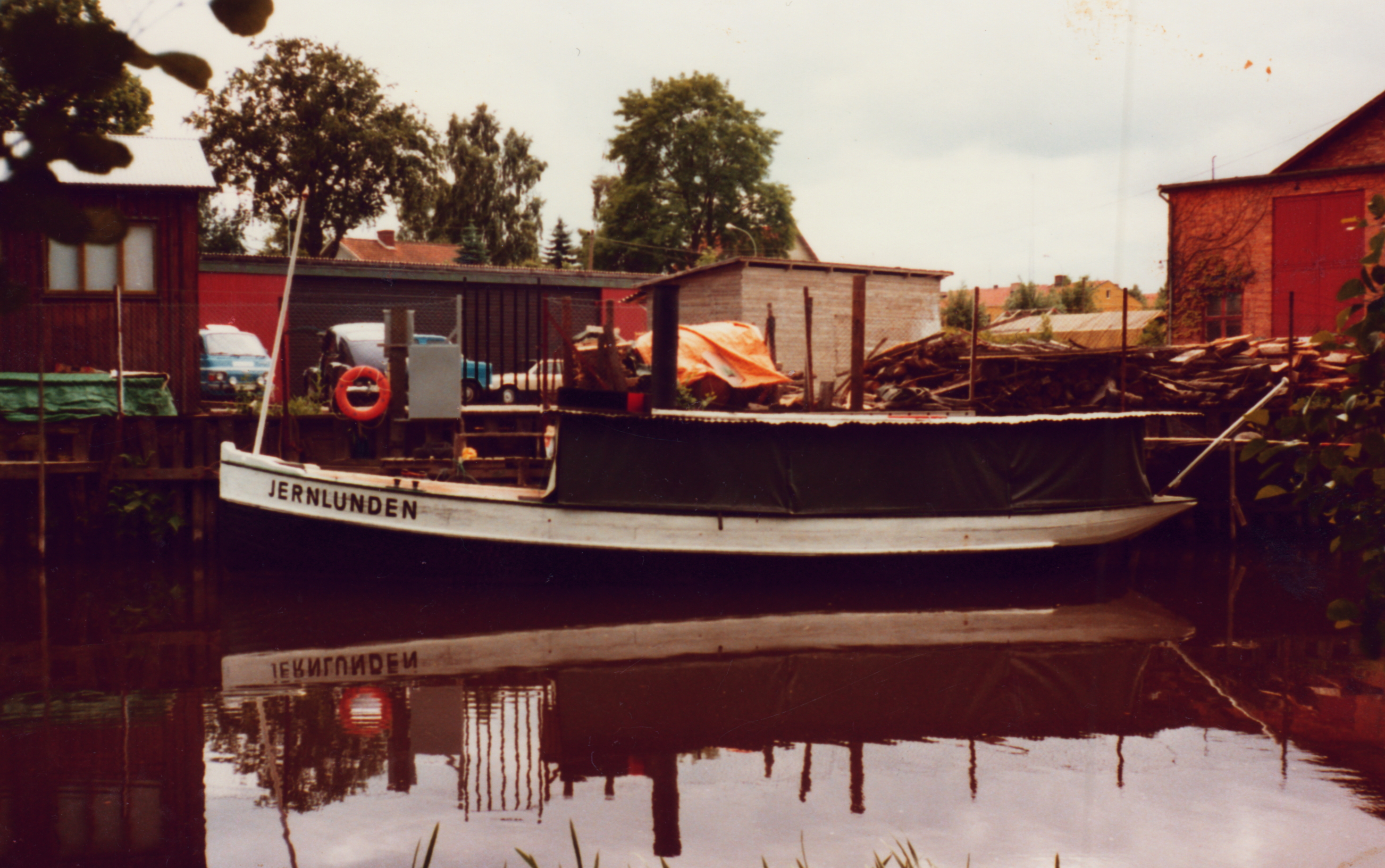
Utfärdsbåt i Säveån.

| - Bolltorp - Brogården - Centrum - Citronen - Dammen | - Dammtorpet - Enehagen - Gråbo - Hedvigsberg - Holmalund | - Kavlås - Klinten - Kristineholm - Kullingsberg - Kungegården | - Kvarnbacken - Lövekulle - Mariedal - Nolby - Nolhaga | - Noltorp - Nyebro - Prästeryd - Skår - Stadsskogen | - Stockslycke - Sörhaga - Tegelbruket - Torvmossen - Tuvebo | - Västra Ängabo - Östlyckan - Östra Ängabo |  |

## Kommunikationer

### Biltrafik
E20 går rakt igenom Alingsås och delar Alingsås mer eller mindre i två delar. E20 går till Göteborg i sydvästlig riktning samt Stockholm i nordöst. Länsväg 180 korsar Alingsås och når Borås i sydöst.

### Kollektivtrafik
Alingsås station trafikeras av Göteborgs pendeltåg, regionaltåg samt fjärrtåg. Stationen öppnade redan år 1857.
Det finns också bussar till olika delar av staden, samt bussar till Borås, Sollebrunn, Vårgårda, Ingared och Stora Lygnö.

### Flygplats
Närmaste flygplats med reguljär flygtrafik är Landvetter.

## Utbildning

### Gymnasieskolor
I Alingsås finns den kommunala gymnasieskolan Alströmergymnasiet. Alströmergymnasiet är godkända av fotbolls- och handbollsförbundet att bedriva så kallad nationell godkänd idrottsutbildning (NIU), med namnet Alströmergymnasiet NIU elitidrottsgymnasium. 

### Högskoleutbildning
På Campus Alingsås, inuti Utbildningens hus, erbjuds högskoleutbildningar där Campus Alingsås fungerar som lärcentrum. Exempel på utbildningar som givits eller ges är Butikschefsprogrammet, Förskollärarprogrammet och Grundlärarprogrammet. Det finns även utbildningar inom yrkeshögskola i Utbildningens hus. 

## Kultur och evenemang
Alingsås museum är ett museum som var inrymt i Alingsås äldsta profana byggnad, det så kallade Alströmerska magasinet.
Det internationella Lights in Alingsås är ett evenemang där kommunen tillsammans med de kommunala bolagen och Sparbanken Alingsås bjuder in ljusdesigners från hela världen för att tillsammans med studenter ljussätta offentliga miljöer i staden.
Potatisfestivalen anordnas årligen i juni månad. 

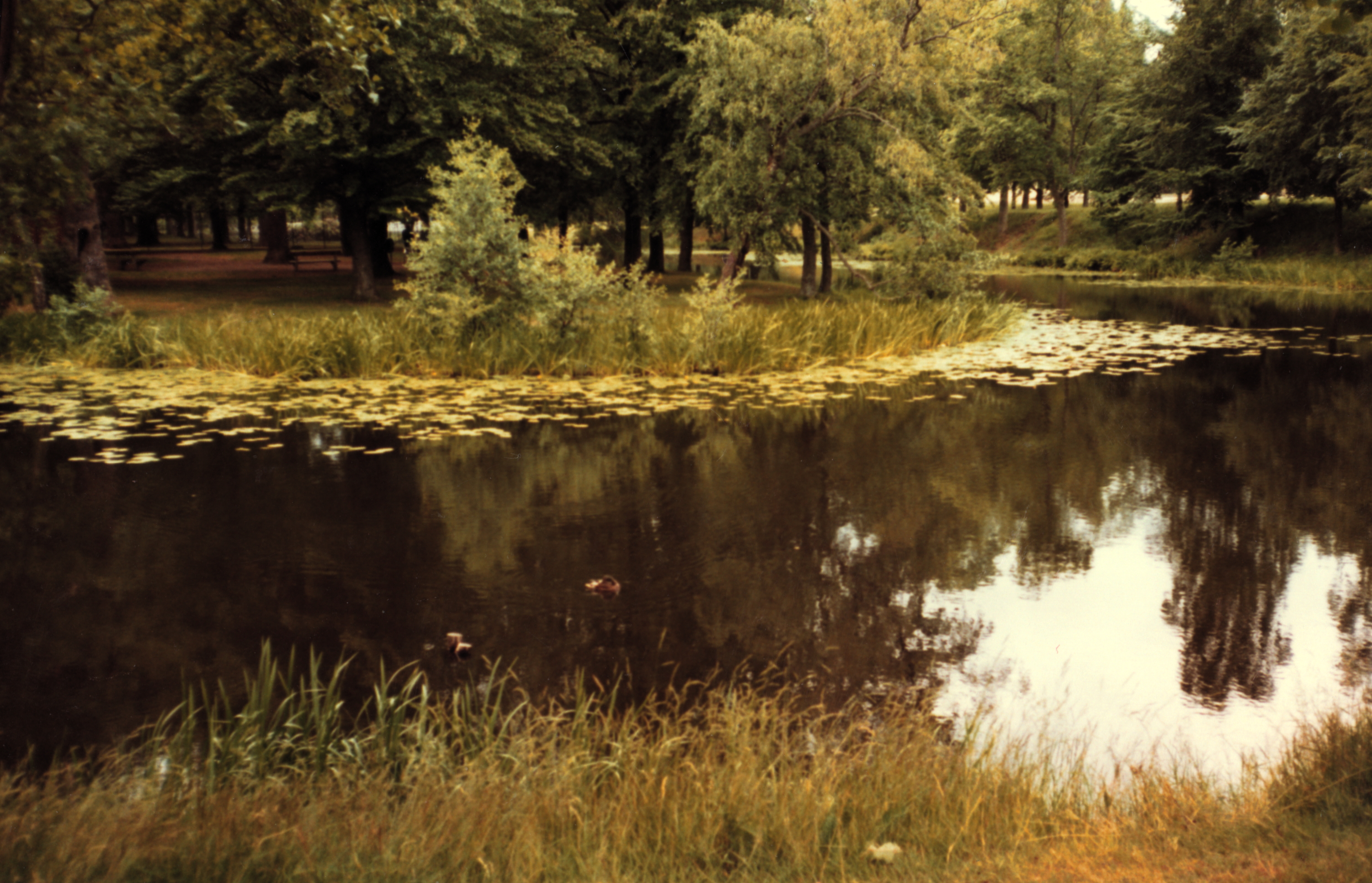
Nolhagaparken vid Säveån

Högstadieskolan Östlyckan sätter varje år upp en kabaret på Palladium.
Varje år anordnar Alingsås Motorveteraner "Chicken Race". På långfredagen samlas hundratals klassiska mopeder på ABB Kabeldons parkeringsplats för att sedan ge sig ut på en cirka 6 mil lång runda. År 2015 blev det rekord med hela 980 startande.
Nolhaga parkbad är ett badhus med äventyrsbad, spa och relaxavdelning i Nolhagaparken.
Alingsås har ett rikt kulturliv, med såväl kulturskola som lokala kulturföreningar. Under 1970-talet släppte den lokala folkmusikgruppen Stockslycke Spelmän flera skivor, och medverkade både i TV och radio. Musikalföreningen Alingsås Musikteatersällskap har sedan år 1994 verkat i staden med egenproducerade musikalföreställningar, dramatiserade stadsvandringar, julkonserter, med mera. Under 1990-talet nådde trallpunkbandet Räserbajs nationellt kändisskap, och senare har staden även sett sångarna Simon Ljungman, Moa Lignell och Jakob Karlberg.

### Lokala medier
Alingsås har två lokaltidning morgontidningen Alingsås Tidning som utkommer tre gånger i veckan, och gratistidningen Alingsås Kuriren som utkommer en gång i veckan.

### Kafékulturen
Alingsås har kallats för "kaféstaden", och detta är något kommunen aktivt marknadsför sig som. Alingsås första bageri öppnade år 1733, och sen dess har bröd och bullar varit en central del av stadsbilden. Än i dag har Alingsås stad ett antal kaféer, bagerier och konditorier. Bland stadens emblematiska kaféer under 1900-talet kan nämnas Baudes, Floras, Götas, Violas, Café City, Ekstedts, Ljungblads, Orions, Ringen och Storken. Alingsås äldsta kafé som ännu är verksamt är Café Viola, som startade som ett nykterhetsvärdshus år 1889.

## Näringsliv, handel och föreningar

### Näringsliv
Som många andra svenska orter har Alingsås fått ställa om från ett producerande samhälle till ett tjänstesamhälle samt stödja sig allt mer på pendling till särskilt Göteborg. Det finns fortfarande industri i Alingsås, men på en mindre skala än tidigare. Exempel på nedläggningar är Electrolux, Arla, Karamellpojkarna/Cloetta samt Lindex som hade sitt huvudkontor i staden tills 2003. Utpendlingen till Göteborg var 3341 personer, mot inpendlingen från Göteborg med 691 personer (2012) . Utpendlingen till Borås var 613 personer (2013) . Varav 10919 personer arbetade inom Alingsås kommuns gränser och den totala utpendlingen från Alingsås var 4092 personer (2013). 

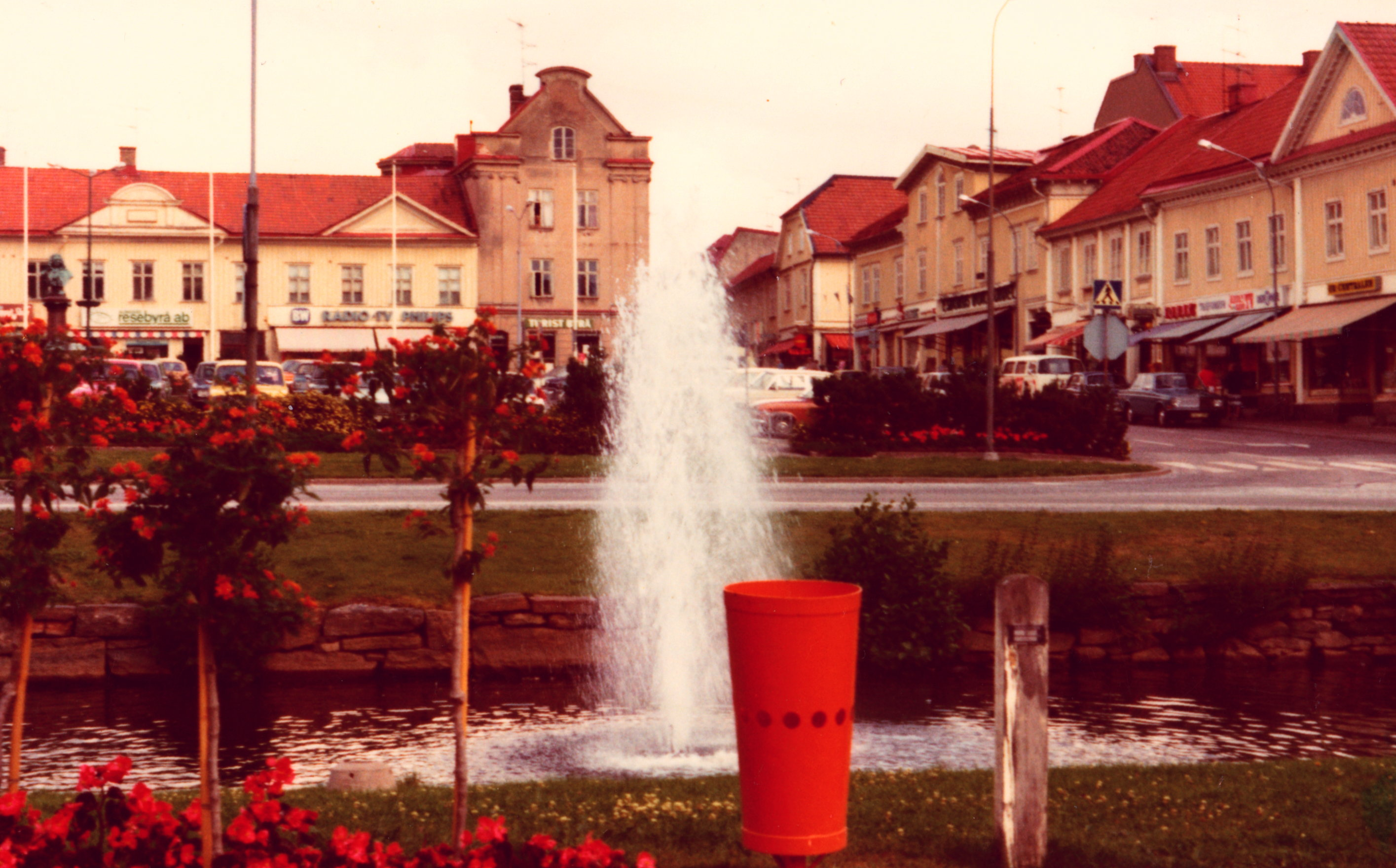
Gamla torget i Alingsås

Välkända industrier genom tiderna:
- Alströmers manufakturverk
- Alingsås bomullsväveri
- AB Alingsås keramik
- Karamellpojkarna
- ABB Kabeldon
- B&B Tools
- Strålfors

### Handel
Handeln i Alingsås har på 2000-talet utvecklat sig snabbt. Centrumhandeln är anrik och fylld med många äldre trähus, med ett flertal innergårdar med små butiker, kaféer och restauranger. 2008 öppnades centrumgallerian Storken på affärsgatan Kungsgatan, med ett 30-tal butiker och restauranger/kaféer. Under 2014 öppnades affärshuset Vimpeln samt Bolltorps handelsområde strax utanför stadskärnan.
Handelsområden och gallerior:
- Storken (öppnade i oktober 2008)
- Vimpeln (öppnade i mars 2014)
- Bolltorps handelsområde (öppnade i oktober 2014)

### Föreningsliv
Alingsås har cirka 350 föreningar av olika slag. Under 2013 öppnade den nya evenemangshallen Estrad Alingsås, som används av det lokala handbollslaget AHK samt för diverse evenemang så som Lights in Alingsås.
Scoutkåren Alströmer grundades 1923 som "Alingsås Flickscoutkår". Efter bildandet av Svenska Scoutförbundet 1960 bytte kåren namn till "Scoutkåren Alströmer". Samtidigt integrerades pojkar i kårens verksamhet. Kåren tillhör Älvsborgs Södra Scoutdistrikt av Svenska Scoutförbundet.

### Bankväsende
För närvarande har Handelsbanken, Nordea och Sparbanken Alingsås kontor i Alingsås. Även Länsförsäkringar har viss bankverksamhet med kontor i Alingsås.
Sparbanken Alingsås grundades 1832 och är alltjämt fristående.
Den år 1864 grundade Enskilda Banken i Venersborg hade tidigt kontor i Alingsås. Vid 1920-talets början hade både Göteborgs bank och Göteborgs handelsbank/Nordiska handelsbanken etablerat sig i Alingsås. Göteborgs handelsbanks kontor övertogs i augusti 1949 av Jordbrukarbanken. Den 18 december 1969 etablerade sig Skandinaviska banken i Alingsås.
SEB stängde sitt kontor i Alingsås mot slutet av år 2017.

## Naturreservat
Friluftsfrämjandet har en lokalavdelning i Alingsås. Föreningen har sitt klubbhus i nya naturreservatet Hjortmarka som delas med Bälinge socken. (För fler tätortsnära naturreservat se Alingsås socken.)

## Sport

### Bandy
Redan före 1921 spelades bandy under organiserade former. Alingsås IF var stadens dominerande lag. Under 1920-talet var AIF i DM-final. Mest framgångsrik blev Alingsås SK, bildad 1930 som Ingelunds IF, som tre gånger under 1940-talet kvalade till Allsvenskan utan att nå dit. Alingsås SK sammanslogs 1966 med Stockslycke BK till BK Alingsås.
Aktiva bandyklubbar i Alingsås är Hemsjö IF och Vadsjöns BK. Bandyn saknar ännu konstfrusen bandybana i Alingsås.

### Handboll
Alingsås elitlag i handboll, Alingsås HK, spelar i Handbollsligan, landets högsta division. Klubben blev svenska mästare 2009 och 2014.
Potatiscupen är en stor inomhuscup för ungdomslag som spelas årligen i många av Alingsås inomhushallar. Finalspelet går i Estrad Alingsås, där Alingsås Handbollklubb spelar sina hemmamatcher.

### Ishockey
Ishockeyklubben Sörhaga/Alingsås Hockey spelade säsongen 2020/2021 i Hockeytrean.

### Fotboll
Staden har ett antal lag i seriespel på seniornivå. De mest framgångsrika är Holmalunds IF (dam- och herrlag), Alingsås IF (dam- och herrlag), Gerdskens BK (herrlag) och Alingsås Kvinnliga Idrottsklubb (damlag). Säsongen 2025 debuterar Alingsås IF:s damlag i Damallsvenskan.

### Innebandy
IBK Alingsås grundades 1983 och har spelat i högsta serien i innebandy.

### Volleyboll
Alingsås VBK har spelat i högsta serien både på herr- och damsidan. Klubbens damer vann SM-guld 1971, men lade ner verksamheten efter säsongen 2021/2022. Herrlaget finns fortfarande kvar.

### Bowling
Bowlingklubben Team Alingsås BC har sedan säsongen 2011/12 spelat i landets högsta division för herrar, Elitserien, efter att sedan starten 2007/08 ha kvalat sig upp en division varje år. Klubben spelar sedan första säsongen i Stures Bowling & Sportbar där även en utbredd korpverksamhet äger rum.

## Kända personer med anknytning till Alingsås
- Claes Adelsköld, järnvägsbyggare, riksdagsman, född på och senare i livet ägare av Nolhaga[29]
- Jonas Alströmer, en av den industriella revolutionens förgrundsfigurer i Sverige, född och verksam i Alingsås[29]
- Karin Boye, poet och författare, avled i Nolby i Alingsås[30]
- Iwan Bratt, läkare i Alingsås
- Christian Bäckman, ishockeyspelare, föddes och inledde sin karriär i Alingsås[31]
- Johan Elmander, fotbollsspelare, föddes och inledde sin karriär i Alingsås[32][33]
- Markus Granseth, programledare, uppvuxen i Alingsås[34]
- Christoffer Hiding, Idol-deltagare, uppvuxen i Alingsås[35]
- Chris Härenstam, sportjournalist på SVT, uppvuxen i Alingsås[36]
- Karl-Johan Karlsson, journalist och författare, uppvuxen i Alingsås[37]
- Peter Karlsson, sprintermästare på 100 meter (innehar fortfarande svenska rekordet).
- Sven Lendahl, fabrikör och stor mecenat i staden under 1700-talet
- Moa Lignell, Idol-deltagare, uppvuxen i Alingsås[38]
- Hedda Lindahl, politiker, minister, från Alingsås[39]
- Stefan Lindberg, författare, dramatiker och översättare från Alingsås.
- Peter Lorentzon, skådespelare, född och uppvuxen i Alingsås[40][41]
- Daniel Nyhlén, journalist, inledde sin journalistkarriär på Alingsås Tidning[42]
- Marianne Samuelsson, politiker, född i Alingsås[43]
- Gustaf Tenggren, konstnär
- Peter Weiss, författare, konstnär, filmare, bodde en tid som krigsflykting i Alingsås, en tid som han beskrivit i sin produktion[44][45]
- Fillip Williams, sångare och skådespelare och deltagare i Idol 2004
- Jack Vreeswijk, artist, som vuxen boende i Alingsås[46]